# Diaporthe samaricola
Diaporthe samaricola är en svampart som beskrevs av W. Phillips & Plowr. 1875. Diaporthe samaricola ingår i släktet Diaporthe och familjen Diaporthaceae.   Inga underarter finns listade i Catalogue of Life.